# Juturna Lake
Der Juturna Lake (englisch; bulgarisch езеро Ютурна esero Juturna) ist ein grob dreieckiger, in west-östlicher Ausrichtung 220 m langer, 150 m breiter und 1,9 Hektar großer See auf der Livingston-Insel im Archipel der Südlichen Shetlandinseln. Auf der Byers-Halbinsel liegt er 320 m nordöstlich des Rish Point und 870 m südwestlich des Clark-Nunataks am östlichen Ende der South Beaches. Er entwässert über einen 260 m langen Überlauf in die Bransfieldstraße, von der er durch einen zwischen 40 und 57 m breiten Landstreifen getrennt ist. Im Osten wird der See vom Ritli Hill überragt.
Die bulgarische Kommission für Antarktische Geographische Namen benannte ihn 2020 nach Iuturna, eine Quellnymphe und Göttin aus der römischen Mythologie.